# Testera (equitación)

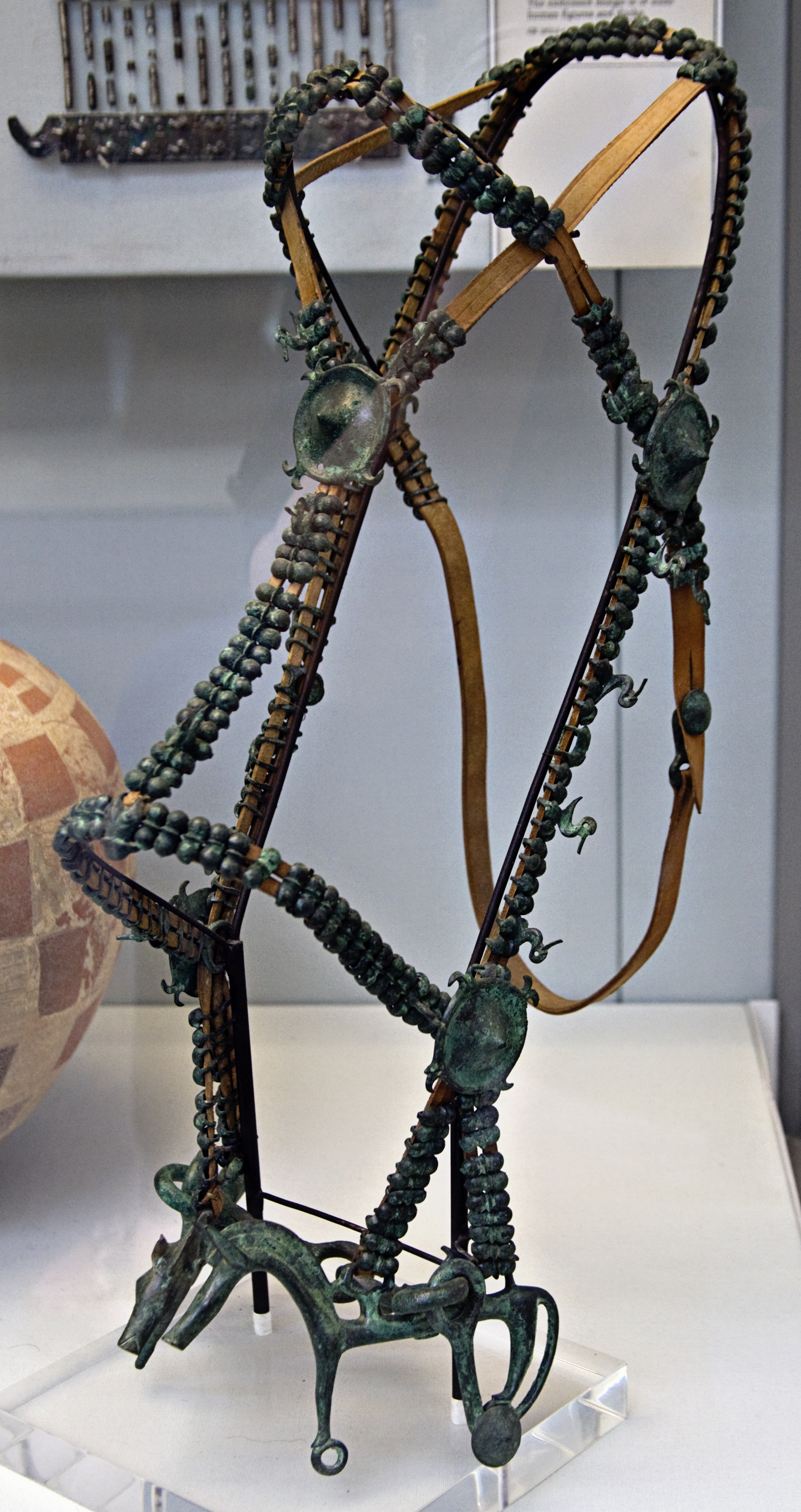
Testera etrusca con cabezada de brida y bocado, c. 700-650 a. C. Conservada en el Museo Británico.

En hipología, se conoce con el nombre de testera o testero a la pieza principal de la cabezada de brida, que se asienta detrás de las orejas y sobre el copete o parte superior de la cabeza del caballo.
Es una correa el doble de ancha que el resto de las que componen la cabezada de brida, dividida en dos puntas a cada lado, unidas a las correas de delante mediante las quijeras, y a las de detrás mediante el ahogadero.

## Testera (armadura)
En el ámbito militar, la testera era la pieza de la barda del caballo catafracto, el armado para la batalla. Cubría más o menos la testa del animal, según su tamaño o longitud. Se unía superiormente a la capizana y descendía hasta el hocico. Generalmente tenía orejeras o piezas salientes para la defensa de las orejas del caballo. Generalmente, se fabricaba con una sola pieza de metal, que podía estar más o menos decorada en función de su uso o para la guerra o para las paradas militares. Presentaba hendiduras para garantizar al animal una adecuada visión. 
La testera de visera tenía una rejuela que protegía los ojos; la testera mocha carecía de una o de las dos orejeras, y la testera de unicornio tenía en el centro una punta aguda.
La cabezada y las riendas están diseñadas para comunicarse y controlar al caballo, pero no le proporcionan protección: son una parte de la brida. Se adaptan alrededor de la cabeza del animal y tiene, en general, la finalidad de sujetar la embocadura. Por regla general, no están diseñadas para atar el caballo a un soporte fijo.

### Historia

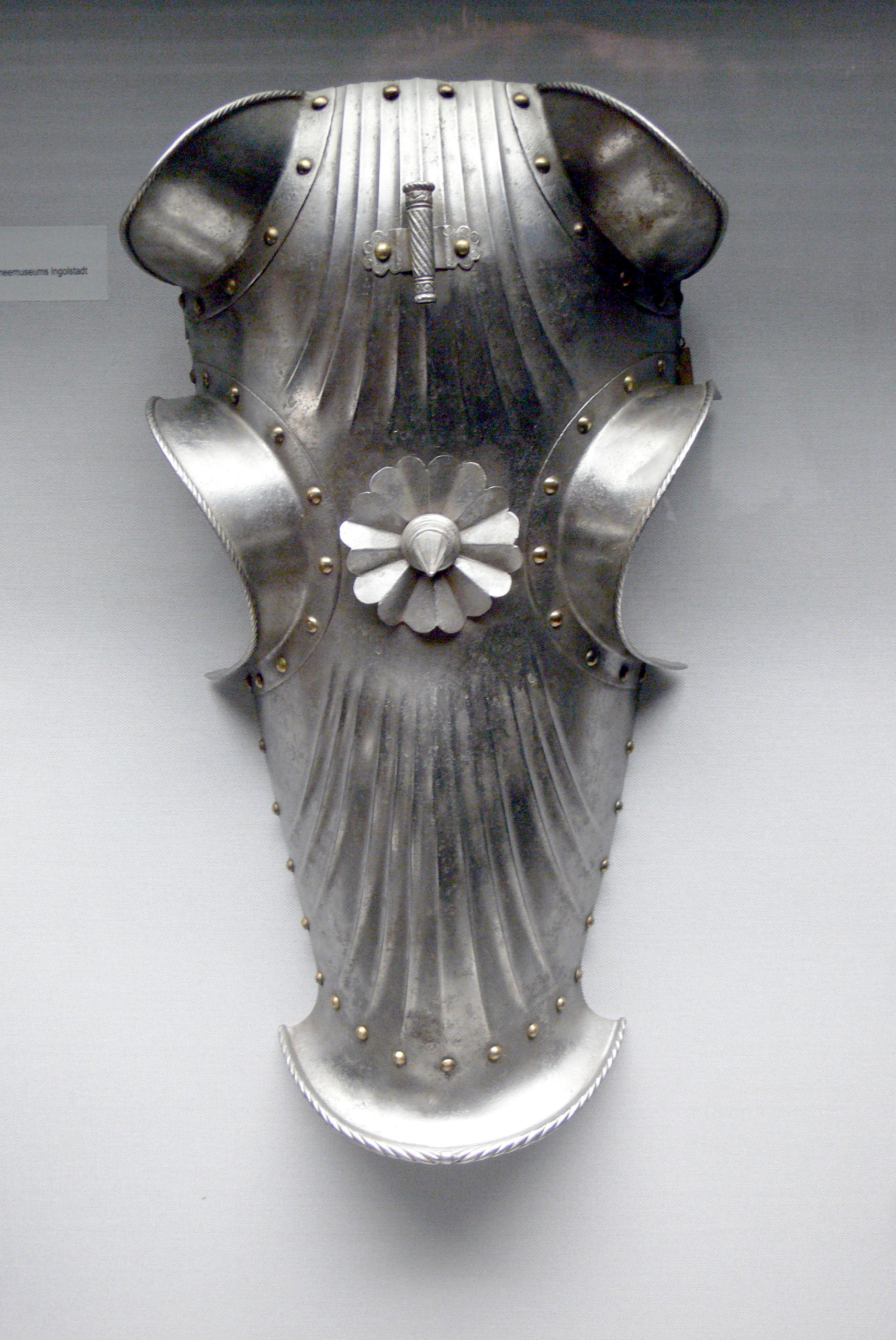
Testera europea (1520) - Oberhausmuseum de Passau.

La testera fue ciertamente el primer componente de la barda en entrar en uso.
Las evidencias arqueológica de manufacturas metálicas para la protección de la cabeza del caballo, tanto para fines prácticos-militares como para ceremoniales-representativos, son múltiples.
Los datos arqueológicos e iconográficos disponibles no permiten asegurar con certeza si los pueblos antiguos las utilizaban en las bigas y carros de guerra (egipcios, hititas, micénicos, asirios, etc.) y si para adornar con penachos sus caballos habían desarrollado la testera como arnés defensivo, al menos para la "frente" del animal, a modo de frontalera.
Lo que sí es cierto es que, en Europa, capilar difusión del uso de la armadura "frontal" para el caballo se debe principalmente a contaminación provocada por la influencia de los celtas sobre varios pueblos del continente.
En el Mosaico de Issos (circa 200 a. C.) los caballos persas y macedonios llevan testera de diferente estilo. Algunos caballos de los Guerreros de terracota (China, 210 a. C.) llevan cabezada de brida con testera. En tumbas escitas se han encontrado testeras duras, acolchadas y tachonadas.